# オハイオ級原子力潜水艦
| オハイオ級原子力潜水艦 | オハイオ級原子力潜水艦                                                   | オハイオ級原子力潜水艦                                                   |
| ---------------------- | ------------------------------------------------------------------------ | ------------------------------------------------------------------------ |
|                        |                                                                          |                                                                          |
| 艦級概観               |                                                                          |                                                                          |
| 艦種                   | 戦略ミサイル原子力潜水艦・巡航ミサイル原子力潜水艦（1～4番艦、後日改装） | 戦略ミサイル原子力潜水艦・巡航ミサイル原子力潜水艦（1～4番艦、後日改装） |
| 艦名                   | 州名。5番艦のみ人名。                                                    | 州名。5番艦のみ人名。                                                    |
| 建造期間               | 1976年 - 1996年                                                          | 1976年 - 1996年                                                          |
| 就役期間               | 1981年 - 就役中                                                          | 1981年 - 就役中                                                          |
| 前級                   | ベンジャミン・フランクリン級                                             | ベンジャミン・フランクリン級                                             |
| 次級                   | コロンビア級（建造中）                                                   | コロンビア級（建造中）                                                   |
| 性能諸元               |                                                                          |                                                                          |
| 排水量                 | 水上：16,764t                                                            | 水上：16,764t                                                            |
| 排水量                 | 水中：18,750t                                                            |                                                                          |
| 全長                   | 170.67m                                                                  | 170.67m                                                                  |
| 全幅                   | 12.8m                                                                    | 12.8m                                                                    |
| 吃水                   | 11.1m                                                                    | 11.1m                                                                    |
| 船体構造               | 単殻式                                                                   | 単殻式                                                                   |
| 機関                   | 原子力蒸気タービン推進（60,000 shp）                                     | 原子力蒸気タービン推進（60,000 shp）                                     |
| 機関                   | GE社製S8G加圧水型原子炉                                                  | 1基                                                                      |
| 機関                   | 蒸気タービン                                                             | 2基                                                                      |
| 機関                   | スクリュープロペラ                                                       | 1軸                                                                      |
| 速力                   | 公表値：水中20ノット                                                     | 公表値：水中20ノット                                                     |
| 速力                   | 推定値：水中24ノット+                                                    |                                                                          |
| 潜航深度               | 最大300m程度？                                                           | 最大300m程度？                                                           |
| 燃料棒寿命             | 10～15年                                                                 | 10～15年                                                                 |
| 乗員                   | 156名                                                                    | 156名                                                                    |
| 探索装置               | BQQ-6 パッシブソナー                                                     | BQQ-6 パッシブソナー                                                     |
| 探索装置               | BQR-15 曳航ソナー                                                        |                                                                          |
| 探索装置               | BPS-15A 対水上レーダー ※BPS-16に換装されたとの情報もあり                 |                                                                          |
| 兵装                   | 533mm水圧式魚雷発射管×4基                                                | 533mm水圧式魚雷発射管×4基                                                |
| 兵装                   | 5番艦以降                                                                |                                                                          |
| 兵装                   | トライデントC4 トライデントD5 SLBM×24基                                  |                                                                          |
| 兵装                   | 1番艦～4番艦                                                             |                                                                          |
| 兵装                   | トマホーク SLCM7連装発射筒 ×22基 (Mk 45 VLS)                             |                                                                          |

オハイオ級原子力潜水艦（オハイオきゅうげんしりょくせんすいかん、 Ohio-class submarine）は、アメリカ海軍が運用している弾道ミサイル原子力潜水艦（戦略ミサイル原子力潜水艦）（以下SSBNと表記）である。1～4番艦は就役後に条約の制限によって巡航ミサイル原子力潜水艦（SSGN）に改装された。
西側諸国で最大の排水量となる潜水艦であり、また全長と潜水艦発射弾道ミサイルと潜水艦発射巡航ミサイル搭載数は現役の潜水艦で最大である。

## 開発の経緯
1970年代アメリカ合衆国が保有していた戦略ミサイル原潜は1950年代から60年代に開発・配備されたものであり、当時開発される原潜はもっぱら攻撃型原潜であった。ソ連はアメリカに対する遅れを取り戻そうと新たにデルタ型を開発し射程約8,000kmのSS-N-8や射程約6,500kmのSS-N-18などを次々と開発していった。
1970年代前半より、より長射程の潜水艦発射弾道ミサイルの開発が進められており、1972年には新型のトライデントミサイルの開発も決定していた。1974年には、これを搭載する新型の潜水艦としてオハイオ級の開発が開始された。
オハイオ級はそれまで配備されていた35隻の原潜をすべて代替するため24隻の建造を予定していたが、冷戦終結の影響により18隻とそれまでの半数程度の建造で打ち切られた。しかし1隻あたりの弾道ミサイル搭載数は16基から24基と1.5倍になっているため核弾頭の数からいえばそれほど減少していない。

## 任務
オハイオ級の任務は、海中に潜み、アメリカに対して核ミサイルが発射された場合、または発射される恐れがある場合に相手国に核ミサイルを発射することである。
そのため、出港後、待機する海域まで航行した後はひたすら潜航し、核ミサイルの発射に備えて待機している。この1回の航海はラファイエット級までは60日程度であったが、オハイオ級は大型で居住性が若干改善されたため航海の期間も若干延び、70日から90日程度になった。
これら戦略ミサイル原潜がどの海域を待機海域にしているかは軍事機密であり、詳細は公表されていない。任務に当たる艦ですら、詳細は艦長を含めた数人しか知ることはなく、潜水艦隊の司令にも知らされていない。

## 兵装
オハイオ級の主な兵装は潜水艦発射弾道ミサイル24基と533mm魚雷発射管4門である。誘導ミサイル潜水艦改装型については後述。

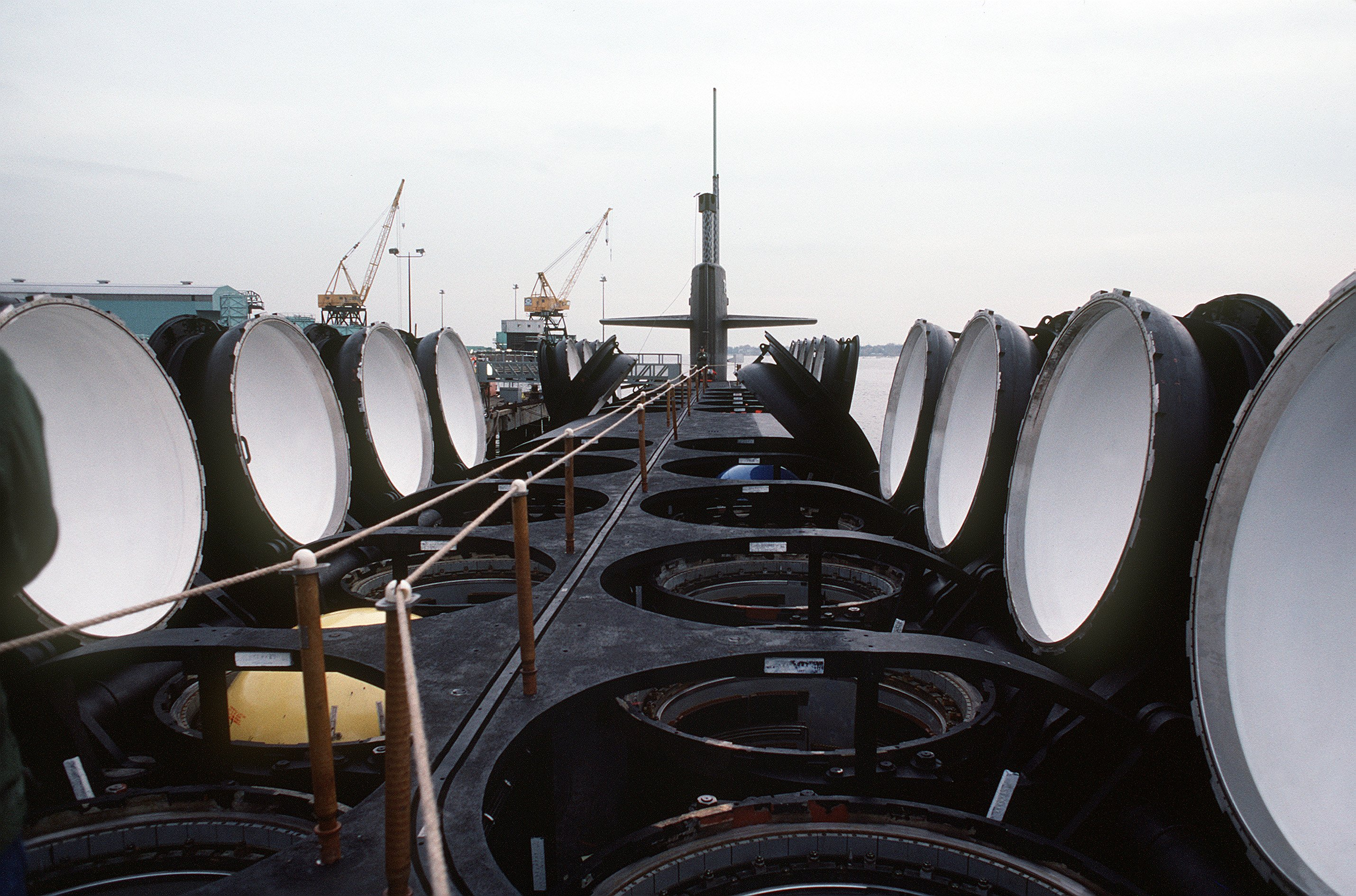
潜水艦発射弾道ミサイル・ハッチ

就役当初、弾道ミサイルは1番艦から8番艦までが射程4,000海里以上(7,400km)のトライデントI(C4)を、8番艦以降が射程6,000海里以上(11,000km)のトライデントII(D5)を装備していた。トライデントD5はC4にくらべ射程が延びたかわりにサイズも一回り大きくなっているが、オハイオ級は当初から余裕を持たせた構造としていたため外見上はC4搭載艦とD5搭載艦に差はない。4番艦から8番艦は弾道ミサイルをC4からD5に換装中である。
オハイオ級が装備するトライデントは1基につき核弾頭をC4は8発、D5は14発まで搭載可能だが、START Iにより最大8発、モスクワ条約により最大4または5発に制限されている。つまりトライデントを24基装備するオハイオ級は1隻で計120発程度の核弾頭を装備することになる。核弾頭1発あたりの核出力は数種類あるがいずれも100kt～475kt（長崎市に落とされたファットマンは20kt程度）と都市一つを破壊するには十分な威力を備えている。
なお、2011年に発効した新戦略兵器削減条約（新START）では戦略核弾頭の配備数は1,550発、戦略核兵器の運搬手段（ICBM、SSBM、戦略爆撃機）は保有数800基/機、配備数700基/機に制限されることになっており、トライデント1基に搭載する弾頭数あるいは1隻に搭載するトライデントの基数が削減される可能性もある（オハイオ級14隻 × トライデント 24基/隻 で運搬手段 336基、さらに核弾頭 4発/基では核弾頭数が1,344発となり、運搬手段として配備可能数の約半分、弾頭数としては9割近くとなってしまうため）。低出力核弾頭を搭載しているという分析もある。
オハイオ級の主任務は弾道ミサイルの発射で、敵潜水艦への攻撃はバージニア級などの攻撃型原潜の任務であるが、敵潜水艦に発見された場合の自衛手段としてMk48魚雷も搭載する。しかしその性質上隠密性が求められるため探査用のアクティブソナーは装備していない（航海用は装備している）。
その他に魚雷からの防御用として音響囮が8基装備されている。

## 稼働率

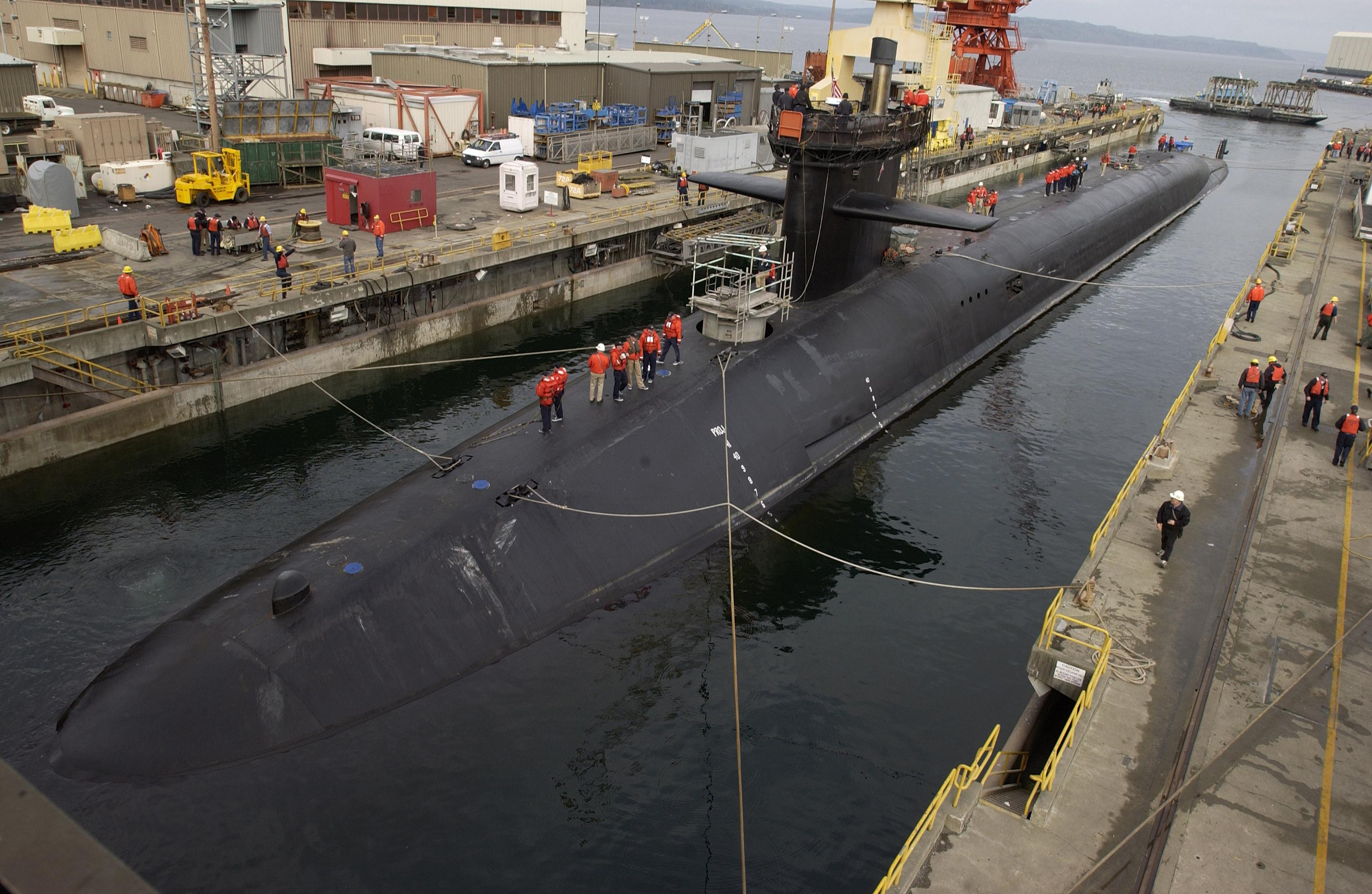
ドック入りしたミシガン (SSBN-727)

通常、アメリカの戦略ミサイル原潜は、ブルーとゴールドの2組のクルーが用意されている。これは乗組員の精神的な限界によるものである。オハイオ級も例外ではなく、ひとつのグループが70日間の航海を終えて帰港すると、約1ヶ月ほど艦の整備などを行い、その後もうひとつのグループが70日間の航海に出て行く。そして、航海を終えた方のグループは、しばしの休暇の後訓練をおこなう、というローテーションを繰り返す。
その他に、約10年に1度は1年間ほどかけてオーバーホールと燃料棒の交換をおこなう必要がある。
このことから実質的な稼働率は60%程度であり、18隻でローテーションを組む場合には常に10隻前後が任務についていることになる。また14隻では8隻前後となる。

## 改良型オハイオ級

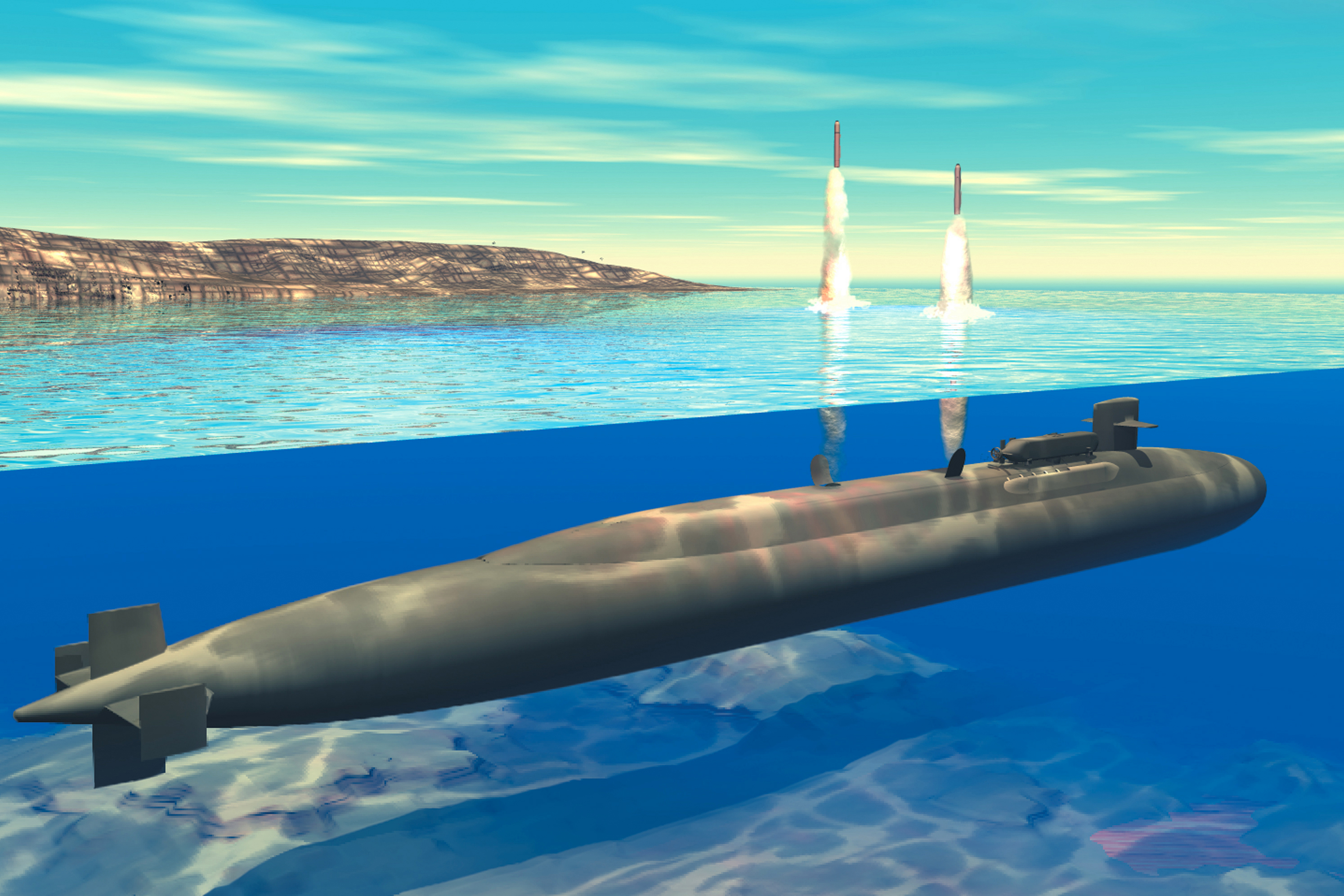
オハイオ級改良型イメージ

START IIで核弾頭数が制限された関係から、2001年にアメリカ海軍はオハイオ級の1番艦から4番艦までを戦略任務から外し、巡航ミサイル潜水艦に改造することを決定した。2019年現在、4隻が弾道ミサイル発射筒の換装工事など工事が完了した。なお艦種は戦略ミサイル原潜を表すSSBNから巡航ミサイル原潜を表すSSGNに変更された。
具体的な内容としては24基の弾道ミサイル発射筒のうち22基をトマホーク発射筒に改め、残りの2基を海軍特殊部隊「SEALs」のためのロックアウト・チェンバーに改造。トマホーク発射筒の一部も任務に応じてトマホークの代わりに小型潜水艇ASDSやドライデッキ・シェルターを搭載することも可能とされる。トマホークは発射筒1基あたり7発を装備、最大で計154発のトマホークが搭載可能となっている。
ちなみに同国の攻撃型原潜であるロサンゼルス級でも10～20発程度、水上艦で一番搭載可能数が多いタイコンデロガ級ミサイル巡洋艦でも最大で122発であり、オハイオ級の154発というのはアメリカ海軍が保有する艦船の中でも一番搭載数が多く、陸上攻撃に大きな役割を果たすこととなる。
- 改良型オハイオ級巡航ミサイル潜水艦
  - オハイオ (USS Ohio, SSGN-726）
  - ミシガン (USS Michigan, SSGN-727）
  - フロリダ (USS Florida, SSGN-728）
  - ジョージア (USS Georgia, SSGN-729）

なお、これらSSGNに改装された改良型オハイオ級は、2028年までに全艦退役する予定である。後継には、アメリカ海軍は2019年から調達が開始される20隻のバージニア級原子力潜水艦（ブロックⅤ）に、1基辺り7発のトマホークを搭載可能なモジュール（VPM）を4基組み込むことで充てる予定である。海軍によると、改良型オハイオ級を新規に1隻建造する際と同程度のコストで、10隻のバージニア級にVPM搭載改修を行うことが可能とであるという。

## 後継艦について
オハイオ級については、1番艦のオハイオ（SSGN-726）など、初期に建造・就役した艦については、就役から既に30年近くを迎える。アメリカ海軍では、このうちSSGNに改装された改良型オハイオ級を除くSSBNについて、これらを更新する後継艦を“SSBN-X”として計画している。海軍における水上艦・潜水艦の開発を担当する海軍海洋システムコマンド（NAVSEA）では、SSBN-Xについて「2029年に最初の戦略抑止パトロール任務に就く」という計画・タイムラインの下で開発を進める予定である。一方で、海洋システムコマンドでは、同じ2029年に本級の7番艦であるアラスカ（SSBN-732）を退役させる予定としており、潜水艦発射弾道ミサイル（SLBM）による核ミサイルの運用を行う戦略軍（STRATCOM）が要求する「12隻が作戦行動可能な体制」を維持するためにも、SSBN-Xの開発計画を着実に進めていくことが求められている。海洋システムコマンドでは、より着実に更新計画を進めていくためのプランとして、「2026年に海軍に納入、以後約1年間をかけて各種の試験を実施、さらにもう1年をかけて試運転（シェイクダウン）と乗務員訓練（ミサイル発射要員についてのミサイル発射試験を含む）を実施した上で、2029年に計画通り全面的作戦能力を付与する」という構想を立案している。
しかし、近年の（累積）財政赤字の増大とそれに対応するべくバラク・オバマ政権が実施している歳出見直し・予算削減の流れの中で、SSBN-X計画も例外なく影響を受けている。2012年に発表された2013会計年度（Fiscal Year 2013、FY2013）に向けた国防予算案の中では、国防予算削減策の一環としてSSBN-X計画を2年延期する案が盛り込まれている。この2年延期が実行されれば、SSBN-X開発計画はそれだけ遅延することになり、場合によってはオハイオ級の退役とSSBN-Xの就役の間に空白期間ができ、2030年代（特に前半）のアメリカの海軍力およびそれに基づいた軍事的プレゼンスが低下するリスクが懸念されるが、国防総省ではそのリスクはマネジメントできる（低減・克服できる）ものとしている。

## 比較表
|          |            | コロンビア級           | オハイオ級             | フランクリン級      | マディソン級        | ラファイエット級    | アレン級            | ワシントン級        |
| -------- | ---------- | ---------------------- | ---------------------- | ------------------- | ------------------- | ------------------- | ------------------- | ------------------- |
| 船体     | 水上排水量 | 不明                   | 16,764 t               | 7,320 t             | 7,320 t             | 7,320 t             | 6,955 t             | 5,959 t             |
| 船体     | 水中排水量 | 20,810 t               | 18,750 t               | 8,240 t             | 8,240 t             | 8,240 t             | 7,880 t             | 6,709 t             |
| 船体     | 全長       | 170.99 m               | 170.67 m               | 129.5 m             | 129.5 m             | 129.5 m             | 125 m               | 116.3 m             |
| 船体     | 全幅       | 13.1 m                 | 12.8 m                 | 10 m                | 10 m                | 10 m                | 10.1 m              | 10.1 m              |
| 船体     | 吃水       | 不明                   | 11.1 m                 | 9.4 m               | 8.69 m              | 8.69 m              | 8.4 m               | 8.1 m               |
| 主機     | 機関       | 原子炉+IEP             | 原子炉+蒸気タービン    | 原子炉+蒸気タービン | 原子炉+蒸気タービン | 原子炉+蒸気タービン | 原子炉+蒸気タービン | 原子炉+蒸気タービン |
| 主機     | 方式       | ターボ・エレクトリック | ギアード・タービン     | ギアード・タービン  | ギアード・タービン  | ギアード・タービン  | ギアード・タービン  | ギアード・タービン  |
| 主機     | 原子炉     | BC S1B                 | GE S8G                 | WEC S5W             | WEC S5W             | WEC S5W             | WEC S5W             | WEC S5W             |
| 主機     | 出力       | 60,000 shp             | 60,000 shp             | 15,000 shp          | 15,000 shp          | 15,000 shp          | 15,000 shp          | 15,000 shp          |
| 主機     | 水中速力   | 24 kt（推定）          | 24 kt（推定）          | 21 kt               | 21 kt               | 25 kt               | 21 kt               | 22 kt               |
| 兵装     | 水雷       | 533mm魚雷発射管×4門    | 533mm魚雷発射管×4門    | 533mm魚雷発射管×4門 | 533mm魚雷発射管×4門 | 533mm魚雷発射管×4門 | 533mm魚雷発射管×4門 | 533mm魚雷発射管×4門 |
| 兵装     | SLBM       | トライデントD5LEP×16基 | トライデントC4/D5×24基 | ポラリスA3×16基     | ポラリスA3×16基     | ポラリスA2×16基     | ポラリスA2×16基     | ポラリスA1×16基     |
| 同型艦数 | 同型艦数   | 未就役（12隻予定）     | 18隻                   | 12隻                | 10隻                | 9隻                 | 5隻                 | 5隻                 |

|          |            | 955型（ボレイ型）          | 094型（晋級）       | ル・トリオンファン級              | ヴァンガード級      | オハイオ級             |
| -------- | ---------- | -------------------------- | ------------------- | --------------------------------- | ------------------- | ---------------------- |
| 船体     | 水中排水量 | 24,000 t                   | 12,000 t            | 14,335 t                          | 15,900 t            | 18,750 t               |
| 船体     | 全長       | 170 m                      | 135 m               | 138 m                             | 149.9 m             | 170.67 m               |
| 船体     | 全幅       | 13.5 m                     | 12.5 m              | 12.5 m                            | 12.8 m              | 12.8 m                 |
| 船体     | 吃水       | 9.0 m                      | 不明                | 12.5 m                            | 12 m                | 11.1 m                 |
| 主機     | 機関       | 原子炉+蒸気タービン+発電機 | 不明                | 原子炉+蒸気タービン+発電機+電動機 | 原子炉+蒸気タービン | 原子炉+蒸気タービン    |
| 主機     | 方式       | ギアード・タービン         | 不明                | ターボ・エレクトリック            | ギアード・タービン  | ギアード・タービン     |
| 主機     | 出力       | 不明                       | 不明                | 41,500 hp                         | 27,500 shp          | 60,000 shp             |
| 主機     | 水中速力   | 25 kt                      | 20 kt以上           | 25 kt                             | 25 kt               | 24 kt（推定）          |
| 兵装     | 水雷       | 533mm魚雷発射管×6門        | 533mm魚雷発射管×6門 | 533mm魚雷発射管×4門               | 533mm魚雷発射管×4門 | 533mm魚雷発射管×4門    |
| 兵装     | SLBM       | 3M14×16基                  | JL-2×12基           | M51×16基                          | トライデントD5×16基 | トライデントC4/D5×24基 |
| 同型艦数 | 同型艦数   | 14隻予定                   | 8隻予定             | 4隻                               | 4隻                 | 18隻                   |

## 同型艦
全艦ジェネラル・ダイナミクス・エレクトリック・ボートで建造された。

### SSGN改装艦
| 艦番号                  | 艦名                   | 起工           | 進水            | 就役            | 退役       | 母港                                  |
| ----------------------- | ---------------------- | -------------- | --------------- | --------------- | ---------- | ------------------------------------- |
| 旧:SSBN-726 現:SSGN-726 | オハイオ USS Ohio      | 1976年 4月10日 | 1979年 4月7日   | 1981年 11月11日 | 2028年予定 | 太平洋艦隊 キトサップ海軍基地         |
| 旧:SSBN-727 現:SSGN-727 | ミシガン USS Michigan  | 1977年 4月4日  | 1980年 4月26日  | 1982年 9月11日  | 2028年予定 | 太平洋艦隊 キトサップ海軍基地         |
| 旧:SSBN-728 現:SSGN-728 | フロリダ USS Florida   | 1976年 7月4日  | 1981年 11月14日 | 1983年 6月18日  | 2028年予定 | 大西洋艦隊 キングズベイ海軍潜水艦基地 |
| 旧:SSBN-729 現:SSGN-729 | ジョージア USS Georgia | 1979年 4月7日  | 1982年 11月6日  | 1984年 2月11日  | 2028年予定 | 大西洋艦隊 キングズベイ海軍潜水艦基地 |

### SSBN
| 艦番号   | 艦名                                         | 起工            | 進水            | 就役            | 退役 | 母港                                  |
| -------- | -------------------------------------------- | --------------- | --------------- | --------------- | ---- | ------------------------------------- |
| SSBN-730 | ヘンリー・M・ジャクソン USS Henry M. Jackson | 1981年 1月19日  | 1983年 10月15日 | 1984年 10月6日  |      | 太平洋艦隊 キトサップ海軍基地         |
| SSBN-731 | アラバマ USS Alabama                         | 1980年 10月14日 | 1984年 5月19日  | 1985年 5月25日  |      | 太平洋艦隊 キトサップ海軍基地         |
| SSBN-732 | アラスカ USS Alaska                          | 1983年 3月9日   | 1985年 1月12日  | 1986年 1月25日  |      | 大西洋艦隊 キングズベイ海軍潜水艦基地 |
| SSBN-733 | ネバダ USS Nevada                            | 1983年 8月8日   | 1985年 9月14日  | 1986年 8月16日  |      | 太平洋艦隊 キトサップ海軍基地         |
| SSBN-734 | テネシー USS Tennessee                       | 1986年 6月9日   | 1986年 12月13日 | 1988年 12月17日 |      | 大西洋艦隊 キングズベイ海軍潜水艦基地 |
| SSBN-735 | ペンシルベニア USS Pennsylvania              | 1984年 1月10日  | 1988年 4月23日  | 1989年 9月9日   |      | 太平洋艦隊 キトサップ海軍基地         |
| SSBN-736 | ウェストバージニア USS West Virginia         | 1987年 10月24日 | 1989年 10月14日 | 1990年 10月20日 |      | 大西洋艦隊 キングズベイ海軍潜水艦基地 |
| SSBN-737 | ケンタッキー USS Kentucky                    | 1987年 12月18日 | 1990年 8月11日  | 1991年 7月13日  |      | 太平洋艦隊 キトサップ海軍基地         |
| SSBN-738 | メリーランド USS Maryland                    | 1986年 4月22日  | 1991年 8月10日  | 1992年 6月13日  |      | 大西洋艦隊 キングズベイ海軍潜水艦基地 |
| SSBN-739 | ネブラスカ USS Nebraska                      | 1987年 7月6日   | 1992年 8月15日  | 1993年 7月10日  |      | 太平洋艦隊 キトサップ海軍基地         |
| SSBN-740 | ロードアイランド USS Rhode Island            | 1988年 9月15日  | 1993年 7月17日  | 1994年 7月9日   |      | 大西洋艦隊 キングズベイ海軍潜水艦基地 |
| SSBN-741 | メイン USS Maine                             | 1990年 7月3日   | 1994年 7月16日  | 1995年 7月29日  |      | 太平洋艦隊 キトサップ海軍基地         |
| SSBN-742 | ワイオミング USS Wyoming                     | 1991年 8月8日   | 1995年 7月15日  | 1996年 7月13日  |      | 大西洋艦隊 キングズベイ海軍潜水艦基地 |
| SSBN-743 | ルイジアナ USS Louisiana                     | 1992年 10月23日 | 1996年 7月27日  | 1997年 9月6日   |      | 太平洋艦隊 キトサップ海軍基地         |

## 登場作品

### 映画・テレビドラマ
『G.I.ジェーン』
「ミシガン」が登場。主人公らが訓練のために乗艦する。「Michigan」の文字が、司令官の帽子に見られる。
『Ice』
「メリーランド」が登場。海岸が凍り付いて水上艦艇の接岸が不可能になったことで、西海岸から政府高官を避難させる任務に派遣された。
『アビス』
架空艦「モンタナ」が登場。冒頭にて、航行中に謎の物体と遭遇したことで計器が一時的に狂ったことから岩壁に衝突し、大量の水が浸水したため沈没してしまう。
『インデペンデンス・デイ』
「ジョージア」が登場。宇宙船の接近を探知する。この場面は、後述の映画『クリムゾン・タイド』のセットが用いられている。
『オブリビオン』（2013年公開）
艦名不明艦が登場。ジャックがスカヴとの戦闘で所在不明となったドローン172をバイクで捜索中に通過した、元は海であったと思しき荒地に1隻がほとんど埋もれた状態で放置されていた。甲板の24基のミサイル発射管が全て開口されており、先の戦争中に本級も実戦投入されたことが示唆されている。
『クリムゾン・タイド』
「アラバマ」が登場。作中の舞台となっており、戦略原潜の艦内の様子や、核ミサイル発射の是非をめぐる対立が描かれる。
『ラストリゾート 孤高の戦艦』
架空艦「コロラド」が登場。主人公たちの乗艦で、謎の陰謀に巻き込まれて祖国から追われることになり、インド洋にある架空の島「サンタマリナ」に拠点を置く。
『フィアー・ザ・ウォーキング・デッド』
シーズン6において、「ペンシルベニア」は原因不明ながらテキサス州ガルベストンの海岸に座礁していることが明かされた。終末カルト集団は世界に現存しているものを破壊するため、「ペンシルベニア」の元乗務員で兵器担当であった人物の力を借り、「ペンシルベニア」に搭載されている核ミサイルを発射するための鍵を探し始める。主人公たちの尽力にもかかわらず、カルト集団は複数の核弾頭を持つ1発の核ミサイルを発射することに成功してしまう。「ペンシルベニア」の名を冠するエピソードでは、兵器担当であった元乗組員の寝台にある写真で艦名と船体番号を確認することができる。乗組員はペンシルベニアが座礁した出来事により全滅し、ゾンビとなって艦内を徘徊していることが明らかになった。
公開予定のウェビソードシリーズ「Fear the Walking Dead: Dead In the Water」において、「ペンシルベニア」は主な舞台となる予定であり、このエピソードでは「ペンシルベニア」とその乗組員達についてゾンビ災禍の始まりからの歴史が描かれる予定である。
シーズン7では「ペンシルベニア」はテキサス中を襲った核爆発の後、モーガン・ジョーンズとグレースの住処として使われている。2人は艦内に残っていた全てのゾンビを倒し、「ペンシルベニア」を放射性降下物から身を守るための安全な場所に変えている。

### アニメ・漫画
『FUTURE WAR 198X年』
ソ連の西側諸国への核攻撃に対し、ギブソン大統領からの命令を受け海中からSLBMを発射して反撃する。
『学園黙示録 HIGHSCHOOL OF THE DEAD』
全世界に「奴ら（ゾンビ）」が蔓延する中、緊急行動命令を受けてNKとRCにトライデントミサイルを発射する。
『沈黙の艦隊』
原子力潜水艦「やまと」と同盟を結ぼうとする日本に対して、トライデントミサイルの照準を合わせる。また、中盤でアメリカがロシアと結んだ核戦力凍結の約束を受けて、北極海に多数の同型艦が浮上する。

### 小説
『合衆国崩壊』
「テネシー」が登場。中国艦隊の演習をモニターする潜水艦の1隻として登場している。
『恐怖の総和』
「メイン」が登場。物語の終盤でデフコン1が無効にされると共に、「メイン」はソ連の架空の潜水艦「アドミラル・ルーニン」によって破壊される。
『日米開戦』
「ペンシルベニア」以下、多数の同型艦が登場。マリアナ諸島への海上自衛隊艦艇の侵入に対処するために派遣される。
『レッド・オクトーバーを追え!』
作中で「ジョージア」について簡潔に触れられている。

### ゲーム
『SOCOM II： U.S. Navy SEALs』
「ミシガン」が登場。プレイヤーがワシントン州沖合のステーションを制圧して、船舶の安全確保と核兵器の非活性化を行う任務に失敗した場合に、入港する貨物船を撃沈するよう命じられる。
『メタルギアソリッド』
架空艦｢ディスカバリー｣が登場。スネークを乗せた特殊潜航艇を魚雷発射管から射出する。以降ロイ･キャンベル、ナオミ･ハンター、メイ･リンが本艦からスネークを支援する。
『Modern Warships』
プレイヤーが操作できる艦艇として1番艦「オハイオ」が登場。ミサイル枠が５つ、魚雷を2本同時発射できるなど、攻撃に特化した潜水艦となっている。